# Haakon al III-lea al Norvegiei
Haakon Sverresson - în norvegiană: HĂkon Sverresson - (n. 1182 – d. 1 ianuarie 1204) a fost regele Norvegiei din 1202 până în 1204.
Haakon a fost al doilea fiul nelegitim al viitorului rege Sverre, pe atunci doar un aventurier din Insulele Feroe. Mama lui Haakon ar fi putu fi Astrid Roesdatter, fiica episcopului Roe din Insulele Feroe, însă acest lucru a fost contestat de istoricii moderni de mai târziu.
Perioada războiului civil din Norvegia a durat între 1130 și 1240. În această perioadă au existat mai multe conflicte de diferite intensități. Fundalul acestor conflicte era faptul că legile de succesiune norvegiene erau neclare, condiția socială și conflictele dintre diferențele aristocratice  între biserică si rege. Apoi au aparut două grupuri principale, acestea fiind Bagler și Birkebeiner. Rivalitatea dintre grupuri privea fiul regal, care a fost înființat în calitate de lider al partidului în cauză, pentru a se opune guvernării regelui din partea contestatară. Sverre și Haakon au fost liderii grupului Birkebeiner.
Haakon este menționat pentru prima dată ca unul dintre liderii armatelor tatălui său, într-o luptă împotriva grupului Bagler, în Osli în 1197. Pe patul de moarte, tatăl său a declarat că el a avut alt fiu care supraviețuia în afară de Haakon. El i-a scris o scrisoare lui Haakon sfătuindu-l să soluționeze disputa de lungă durată cu biserica. Când vestea morții lui Sverre a ajuns la Haakon, acesta a fost desemnat sef în breasla Birkebeiner. În aceași primăvară a fost numit rege în Nidaros.
Episcopii norvegieni, care au fost în exil în Suedia și Danemarca și care îi susținuse pe Bagleri, s-au întors în Norvegia și au făcut o înțelegere cu Haakon. Norvegia a fost eliberată de interdicția plasată în timpul domniei lui Sverre. Haakon pare să fi avut relații de prietenie cu fermierii și oamenii de rând, iar partidul Bagler a pierdut curând din sprijinul lor. În toamana anului 1202, regele Bagler, Inge Magnusson a fost ucis de către fermierii locali din Oppland și partidului Bagler din Norvegia a fost dizolvat. Un nou pretendent Bagler, Erling Steinvegg, a apărut curând în Danemarca, dar a refuzat să reînnoiască lupta, văzând puține șanse de succes împotriva lui Haakon. Hakkon a devenit astfel conducătorul necontestat al țării.
Haakon pare să fi avut o relație problematică cu regina tatălui său, Margareta Eriksdotter. După moartea lui Sverre, Margareta a încercat să se întoarcă în Suedia cu fiica sa, Kristina. Oamenii lui Haakon au separat-o pe fiica ei, deoarece el dorea să o țină la curtea sa. Ulterior, Margareta s-a împăcat aparent cu Haakon și s-a dus la curtea sa. În timpul Crăciunului din 1203, Haakon s-a îmbolnăvit și a murit pe 1 ianuarie 1204. Moartea sa a fost suspectat de otrăvire iar mama sa vitregă, Margareta, a fost suspectă de crimă. În cele din urmă ea l-a trimis pe unul din oamenii săi să participe la un proces în numele ei pentru a-și dovedi nevinovăția, însă omul a fost ars. Acest lucru a fost o dovadă a vinovăției ei și a fost nevoită să fugă înapoi în Suedia.
Haakon nu a fost căsătorit iar la moartea sa nu se știa nimic de nici un moștenitor. Prin urmare, el a fost succedat de nepotul său în vârstă de 4 ani, Guttorm Sigurdsson. Însă după moartea sa, o femeie, Inga de Varteig, pe care Haakon o avusese ca concubină pentru ceva timp în 1203, a apărut la curtea grupului Birkebeiner cu un fiu care pretindea că era fiul lui Haakon. Copilul a fost născut  chiar în ziua în care tatăl său a murit. Baiatul, numit Haakon după tatăl său, avea să devină mai târziu regele Haakon al IV-lea al Norvegiei. În vara anului 1218, Inga a suferit un proces de succesiune în Bergen pentru a arăta paternitatea fiului ei.